# Euthyneura bucinator
Euthyneura bucinator är en tvåvingeart som beskrevs av Axel Leonard Melander 1902. Euthyneura bucinator ingår i släktet Euthyneura och familjen puckeldansflugor. Inga underarter finns listade i Catalogue of Life.